# Dai Miao

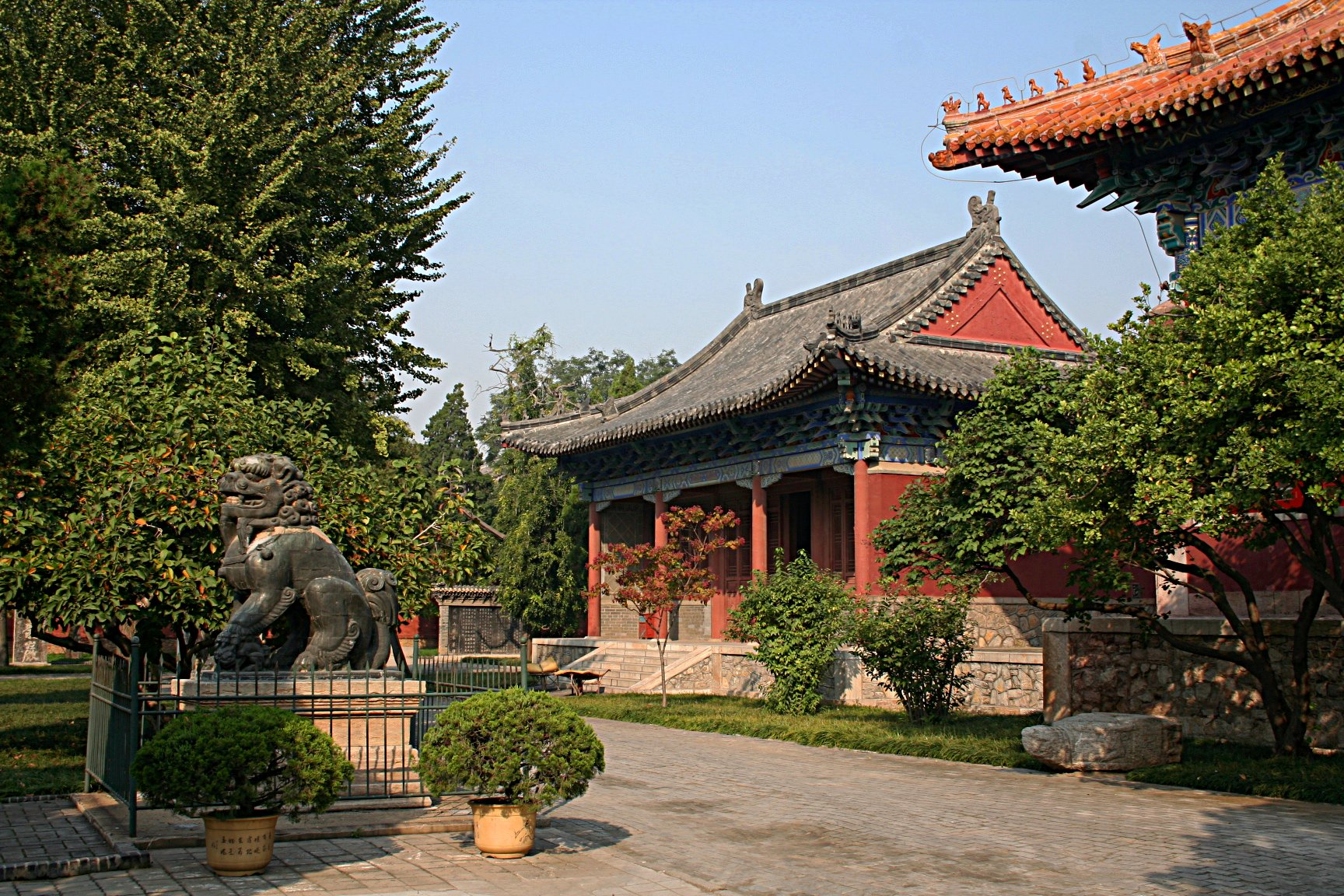
Dai-Tempel auf dem Tai Shan

Der Dai Miao, auch: Dai-Tempel oder Tempel der Gottheit des Tai Shan (chinesisch 岱庙, Pinyin Dài Miào, englisch Temple of the God of Mount Tai/Dai Temple) ist ein daoistischer Tempel im Norden der Stadt Tai’an in der chinesischen Provinz Shandong.
Er steht seit 1988 auf der Liste der Denkmäler der Volksrepublik China (3-125).